# Acervularia pentagona
Genre
Espèce
Acervularia pentagona est une espèce éteinte de cnidaires de l'ordre des Rugosa (coraux tabulés solitaires en forme de corne). Elle vivait en colonies et formait des récifs au cours du Dévonien connus en Belgique et en Angleterre. Il s'agit de la plus petite espèce du genre Acervularia.